# Pentachlaena betamponensis
Pentachlaena betamponensis là một loài thực vật có hoa trong họ Sarcolaenaceae. Loài này được Lowry & al. mô tả khoa học đầu tiên năm 2000.